# تريومف تايجر 100
تريومف تايجر 100(بالإنجليزية: Triumph Tiger 100)‏ هي دراجة نارية من تصنيع تريومف.